# Netscape Communications
Netscape Communications fu un'azienda statunitense di servizi informatici, conosciuta per il suo omonimo browser. Nata nel 1994, aveva sede a Mountain View, in California e aveva mutuato il nome da un marchio registrato di Cisco Systems, che concesse all'epoca alla nuova società di adottare tale ragione sociale.
Acquisita nel 1998 da America on Line, divenne un asset sempre più marginale a causa della perdita di penetrazione nel parco dei browser e nel 2007 cessò virtualmente di esistere; nel 2008 cessò altresì qualsiasi sviluppo e supporto a qualsiasi software prodotto sotto il marchio Netscape.
Al 2020 sopravvive come marchio registrato di Verizon Communications, che nel 2015 rilevò la proprietà di America on Line.

## Storia
Il browser Netscape una volta era il più importante in termini di numero di utilizzatori, ma ha perso la maggior parte di tale quota a favore di Internet Explorer, durante quella che fu chiamata la prima guerra dei browser.
Verso la fine del 2006, il numero di utilizzatori di Netscape è crollato dal 90%, di metà anni novanta, a meno dell'1%. La Netscape ha sviluppato il protocollo Secure Sockets Layer (SSL) per assicurare la comunicazione online, che è ancora ampiamente usato, oltre che l'utilizzatissimo linguaggio JavaScript.
Azioni di Netscape sono state vendute fra il 1995 ed il 2003, e nel 1998 è stata rilevata da AOL. Alcuni servizi attualmente offerti da AOL, con il marchio Netscape, oltre al browser web, includono un fornitore di servizi internet a basso costo. Nel dicembre 2007, AOL ha annunciato che non sarebbero stati più distribuiti aggiornamenti del browser Netscape. Tom Drapeau, direttore del marchio Netscape di AOL ha annunciato che la compagnia avrebbe smesso di supportare il software Netscape il 1º marzo 2008.
La decisione ha incontrato varie reazioni nella comunità, con molti utenti che hanno notato come la decisione sia stata presa relativamente tardi. Asa Dotzler, uno degli originali bug tester di Mozilla Firefox, ha accolto la notizia come una liberazione nel suo blog, pur lodando i membri del team Netscape che hanno reso possibile nel corso degli anni la creazione di Mozilla. Altri hanno protestato e chiesto ad AOL di continuare a fornire aggiornamenti di sicurezza per gli utenti fedeli del software, dando oltretutto protezione ad un noto marchio.